# Teijsmanniodendron
Teijsmanniodendron là một chi thực vật có hoa trong họ Hoa môi (Lamiaceae).

## Loài
Chi Teijsmanniodendron gồm các loài: